# Helix (geslacht)
Helix is een geslacht van slakken uit de familie van de tuinslakken (Helicidae). De soorten komen voor in Europa. De bekendste soort is wellicht de wijngaardslak (Helix pomatia). 

## Soorten
Onderstaande lijst geeft de soorten weer. De lijst is afkomstig van de Biological Library.
- Helix albescens Rossmassler, 1839
- Helix alonensis Férussac, 1821[3]
- Helix anatolica Kobelt, 1891
- Helix anctostoma
- Helix antiochiensis
- Helix asemnis Bourguignat, 1860
- (Helix aspersa Müller en Maxima zijn gehertaxeerd naar het geslacht Cornu)
- Helix borealis Mousson, 1859
- Helix buchi
- Helix candidissima Draparnaud, 1801[4]
- Helix carthusiana
- Helix cheikliensis
- Helix ciliciana
- Helix cincta O.F. Muller, 1774
- Helix delpretiana Paulucci, 1878
- Helix dickhauti
- Helix dormitoris Kobelt, 1898
- Helix escherichi
- Helix figulina Rossmassler, 1839
- Helix gabanzi
- Helix goderdziana
- Helix godetiana Kobelt, 1878
- Helix hessei
- Helix homerica
- Helix ligata O.F. Muller, 1774
- Helix lucorum Linnaeus, 1758
- Helix lutescens Rossmassler, 1837
- Helix maeotica
- Helix maltzani Kobelt, 1883
- Helix mazzulli
- Helix melanostoma Draparnaud, 1801
- Helix mersinae
- Helix mileti Kobelt, 1906
- Helix nucula L. Pfeiffer, 1859
- Helix oestreichi Kobelt, 1902
- Helix pathetica
- Helix pelagonesica (Rolle, 1898)
- Helix pericalla
- Helix philibinensis Rossmassler, 1839
- Helix pomacella Mousson, 1854
- Helix pomatia Linnaeus, 1758 (wijngaardslak)
- Helix secernenda Rossmassler, 1837
- Helix subplicata
- Helix thessalica Boettger, 1886[5]
- Helix valentini Kobelt, 1891
- Helix vladica (Kobelt, 1898)
- Helix vulgaris Rossmassler, 1839